# Bisdom Impfondo

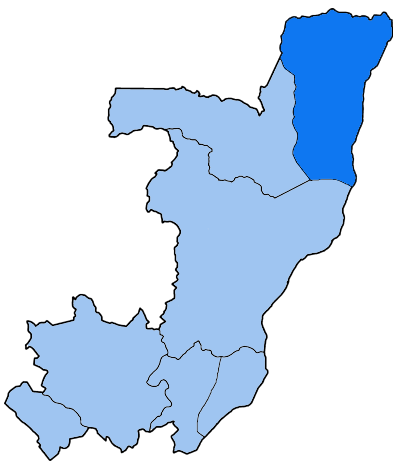
Bisdom Impfondo binnen Congo-Brazzaville

Het bisdom Impfondo (Latijn: Dioecesis Impfondensis) is een rooms-katholiek bisdom in Congo-Brazzaville en is suffragaan aan het aartsbisdom Owando. Het bisdom had anno 2019 een totale bevolking van 325.800 waarvan 28,6% katholiek was. Het bisdom van 66.000 km² telde 10 parochies.

## Geschiedenis
Op 30 oktober 2000 werd de apostolische prefectuur Likouala opgericht uit een deel van het bisdom Ouesso. De eerste bisschop was de Franse spiritijn Jean Gardin. Op 11 februari 2011 werd dit gebied verheven tot het bisdom Impfondo, suffragaan aan het aartsbisdom Brazzaville. Op 30 mei 2020 werd het bisdom suffragaan aan het nieuwe aartsbisdom Owando

## Speciale kerken
De kathedraal van het bisdom Impfondo is de Cathédrale Notre-Dame in Impfondo.

## Bisschoppen
- Apostolisch prefect van Likouala
  - Jean Gardin (30 oktober 2000 – 11 februari 2011)
- Bisschop van Impfondo
  - Jean Gardin (11 februari 2011 - 12 december 2019)
  - Daniel Nzika (sinds 12 december 2019)